# Copa de la Reina de fútbol 2019-20
La Copa de la Reina 2019-20 fue la 38.ª edición del campeonato, la cual se disputó entre el 2019 y el 11 de febrero de 2021.

## Formato
Desde la edición 2018-19, los 16 equipos de la Primera División participan en la competición. Todas las rondas serán jugadas a un solo partido.
En octavos de final, el equipo que juega en casa será designado por sorteo puro. El sorteo para los cuartos de final seguirá el siguiente formato:
- En una primera fase no se pueden enfrentar los equipos que participen en la Liga de Campeones Femenina de la UEFA.
- Se emparejan por sorteo puro los equipos de cada copa. El partido de cuartos de final se jugará en el campo del equipo que haya jugado los octavos de final fuera de casa. En caso de que ambos equipos hayan jugado en casa o fuera, será el primero cuya bola sea extraída en el sorteo.[3]

La sede de la final será anunciada por la Real Federación Española de Fútbol.

## Fechas y formato
| Ronda            | Fecha de sorteo       | Fecha                      | Partidos | Clubes | Detalles de formato |
| ---------------- | --------------------- | -------------------------- | -------- | ------ | --- |
| Octavos de final | 24 de enero de 2020   | 11 y 12 de febrero de 2020 | 8        | 16 → 8 | Entradas nuevas: los clubes que participan en Primera División, 16 equipos. Tipo de sorteo: Sorteo puro, donde no se pueden enfrentar entre sí los participantes de la Liga de Campeones Femenina de la UEFA. El equipo local: Según sorteo puro, por orden de extracción. Tipo de eliminatoria: Un solo partido. |
| Cuartos de final | 14 de febrero de 2020 | 25 y 26 de febrero de 2020 | 4        | 8 → 4  | Tipo de sorteo: Sorteo puro. El equipo local: Equipos que jugó los octavos de final fuera de casa. Si ambos jugaron fuera o en casa, según orden de extracción. Tipo de eliminatoria: Un solo partido. |
| Semifinales      | 28 de febrero de 2020 | 7 y 8 de octubre de 2020   | 2        | 4 → 2  | Tipo de sorteo: Sorteo puro. Tipo de eliminatoria: Un solo partido. |
| Final            | 28 de febrero de 2020 |                            | 1        | 2 → 1  | Tipo de eliminatoria: Un solo partido. Campo: Por definir |

- Al ser eliminatorias a un solo partido, si se acaba en empate será decidido en el tiempo extra; y si el empate persiste, por una tanda de penaltis.

## Desarrollo

### Cuadro
|  | Octavos de final           | Octavos de final           |                          |       | Cuartos de final           | Cuartos de final           |  |  | Semifinales              | Semifinales              |  |  | Final                 | Final                 |
|  | 11 y 12 de febrero de 2020 | 11 y 12 de febrero de 2020 |                          |       | 25 y 26 de febrero de 2020 | 25 y 26 de febrero de 2020 |  |  | 7 y 8 de octubre de 2020 | 7 y 8 de octubre de 2020 |  |  | 13 de febrero de 2021 | 13 de febrero de 2021 |
|  |                            |                            |                          |       |                            |                            |  |  |                          |                          |  |  |                       |                       |
|  |                            |                            |                          |       |                            |                            |  |  |                          |                          |  |  |                       |                       |
|  |                            |                            |                          |       |                            |                            |  |  |                          |                          |  |  |                       |                       |
|  | Sporting de Huelva         | 0                          |                          |       |                            |                            |  |  |                          |                          |  |  |                       |                       |
|  | Sporting de Huelva         | 0                          |                          |       |                            |                            |  |  |                          |                          |  |  |                       |                       |
|  | F. C. Barcelona            | 4                          |                          |       |                            |                            |  |  |                          |                          |  |  |                       |                       |
|  | F. C. Barcelona            | 4                          | F. C. Barcelona (t.s)    | 1     |                            |                            |  |  |                          |                          |  |  |                       |                       |
|  |                            |                            |                          | 1     |                            |                            |  |  |                          |                          |  |  |                       |                       |
|  |                            | R. C. D. La Coruña         | 0                        |       |                            |                            |  |  |                          |                          |  |  |                       |                       |
|  | R. C. D. La Coruña         | R. C. D. La Coruña         | 0                        | 7     |                            |                            |  |  |                          |                          |  |  |                       |                       |
|  | R. C. D. La Coruña         |                            |                          | 7     |                            |                            |  |  |                          |                          |  |  |                       |                       |
|  | Valencia C. F.             | 2                          |                          |       |                            |                            |  |  |                          |                          |  |  |                       |                       |
|  | Valencia C. F.             | 2                          | F. C. Barcelona          | 6     |                            |                            |  |  |                          |                          |  |  |                       |                       |
|  |                            |                            |                          | 6     |                            |                            |  |  |                          |                          |  |  |                       |                       |
|  |                            | Sevilla F. C.              | 0                        |       |                            |                            |  |  |                          |                          |  |  |                       |                       |
|  | Real Sociedad              | Sevilla F. C.              | 0                        | 0 (2) |                            |                            |  |  |                          |                          |  |  |                       |                       |
|  | Real Sociedad              |                            |                          | 0 (2) |                            |                            |  |  |                          |                          |  |  |                       |                       |
|  | Madrid C. F. F. (p.)       | 0 (4)                      |                          |       |                            |                            |  |  |                          |                          |  |  |                       |                       |
|  | Madrid C. F. F. (p.)       | 0 (4)                      | Madrid C. F. F.          | 0     |                            |                            |  |  |                          |                          |  |  |                       |                       |
|  |                            |                            |                          | 0     |                            |                            |  |  |                          |                          |  |  |                       |                       |
|  |                            | Sevilla F. C.              | 3                        |       |                            |                            |  |  |                          |                          |  |  |                       |                       |
|  | Sevilla F. C.              | Sevilla F. C.              | 3                        | 3     |                            |                            |  |  |                          |                          |  |  |                       |                       |
|  | Sevilla F. C.              |                            |                          | 3     |                            |                            |  |  |                          |                          |  |  |                       |                       |
|  | Levante UD                 | 0                          |                          |       |                            |                            |  |  |                          |                          |  |  |                       |                       |
|  | Levante UD                 | 0                          | F. C. Barcelona          | 3     |                            |                            |  |  |                          |                          |  |  |                       |                       |
|  |                            |                            |                          | 3     |                            |                            |  |  |                          |                          |  |  |                       |                       |
|  |                            | C. D. E. F. Logroño        | 0                        |       |                            |                            |  |  |                          |                          |  |  |                       |                       |
|  | Athletic Club (t.s)        | C. D. E. F. Logroño        | 0                        | 3     |                            |                            |  |  |                          |                          |  |  |                       |                       |
|  | Athletic Club (t.s)        |                            |                          | 3     |                            |                            |  |  |                          |                          |  |  |                       |                       |
|  | U. D. G. Tenerife          | 0                          |                          |       |                            |                            |  |  |                          |                          |  |  |                       |                       |
|  | U. D. G. Tenerife          | 0                          | Athletic Club            | 2     |                            |                            |  |  |                          |                          |  |  |                       |                       |
|  |                            |                            |                          | 2     |                            |                            |  |  |                          |                          |  |  |                       |                       |
|  |                            | C. D. TACON                | 1                        |       |                            |                            |  |  |                          |                          |  |  |                       |                       |
|  | C. D. TACON                | C. D. TACON                | 1                        | 1     |                            |                            |  |  |                          |                          |  |  |                       |                       |
|  | C. D. TACON                |                            |                          | 1     |                            |                            |  |  |                          |                          |  |  |                       |                       |
|  | Rayo Vallecano             | 0                          |                          |       |                            |                            |  |  |                          |                          |  |  |                       |                       |
|  | Rayo Vallecano             | 0                          | C. D. E. F. Logroño (p.) | 0 (3) |                            |                            |  |  |                          |                          |  |  |                       |                       |
|  |                            |                            |                          | 0 (3) |                            |                            |  |  |                          |                          |  |  |                       |                       |
|  |                            | Athletic Club              | 0 (1)                    |       |                            |                            |  |  |                          |                          |  |  |                       |                       |
|  | R. C. D. Espanyol          | Athletic Club              | 0 (1)                    | 0     |                            |                            |  |  |                          |                          |  |  |                       |                       |
|  | R. C. D. Espanyol          |                            |                          | 0     |                            |                            |  |  |                          |                          |  |  |                       |                       |
|  | C. D. E. F. Logroño        | 2                          |                          |       |                            |                            |  |  |                          |                          |  |  |                       |                       |
|  | C. D. E. F. Logroño        | 2                          | C. D. E. F. Logroño      | 1     |                            |                            |  |  |                          |                          |  |  |                       |                       |
|  |                            |                            |                          | 1     |                            |                            |  |  |                          |                          |  |  |                       |                       |
|  |                            | Real Betis                 | 0                        |       |                            |                            |  |  |                          |                          |  |  |                       |                       |
|  | Real Betis (p.)            | Real Betis                 | 0                        | 0 (4) |                            |                            |  |  |                          |                          |  |  |                       |                       |
|  | Real Betis (p.)            |                            |                          | 0 (4) |                            |                            |  |  |                          |                          |  |  |                       |                       |
|  | Atlético de Madrid         | 0 (2)                      |                          |       |                            |                            |  |  |                          |                          |  |  |                       |                       |
|  | Atlético de Madrid         | 0 (2)                      |                          |       |                            |                            |  |  |                          |                          |  |  |                       |                       |

### Octavos de final
Los octavos de final los disputaron en eliminatorias a partido único los 16 equipos ganadores de la Primera División. El sorteo fue celebrado el 24 de enero de 2020.
| Local              | Resultado    | Visitante           |
| ------------------ | ------------ | ------------------- |
| Athletic Club      | 3–0 (t.s)    | U. D. G. Tenerife   |
| C. D. Tacón        | 1–0          | Rayo Vallecano      |
| Sporting de Huelva | 0–4          | F. C. Barcelona     |
| Sevilla F. C.      | 3–0          | Levante U. D.       |
| Real Sociedad      | 0–0 (2:4 p.) | Madrid C. F. F.     |
| R. C. D. Español   | 0–2          | C. D. E. F. Logroño |
| R. C. D. La Coruña | 7–2          | Valencia C. F.      |
| Real Betis         | 0–0 (4:2 p.) | Atlético de Madrid  |

### Cuartos de final
Los cuartos de final los disputarán en eliminatorias a partido único los ocho equipos ganadores de la ronda anterior. El sorteo se celebrará el 14 de febrero de 2020.
| Local               | Resultado  | Visitante          |
| ------------------- | ---------- | ------------------ |
| Athletic Club       | 2–1        | C. D. Tacón        |
| F. C. Barcelona     | 1–0 (t.s.) | R. C. D. La Coruña |
| Madrid C. F. F.     | 0–3        | Sevilla F. C.      |
| C. D. E. F. Logroño | 1–0        | Real Betis         |

### Semifinales
Las semifinales las disputarán en eliminatorias a partido único los cuatro equipos ganadores de la ronda anterior. El sorteo se celebrará el 28 de febrero de 2020. Torneo paralizado por la RFEF por la crisis sanitaria del COVID-19 (Coronavirus).
| Local               | Resultado    | Visitante     |
| ------------------- | ------------ | ------------- |
| F. C. Barcelona     | 6–0          | Sevilla F. C. |
| C. D. E. F. Logroño | 0–0 (3:1 p.) | Athletic Club |

### Final
| 13 de febrero de 2021, 17:00 | F. C. Barcelona                            | 3:0 (2:0) | C. D. E. F. Logroño | Estadio La Rosaleda, Málaga                                  |                                                              |
|                              | - Putellas 42' - Bonmatí 44' - Hermoso 61' | Reporte   |                     | Asistencia: 0 espectadores Árbitra: Zulema González González | Asistencia: 0 espectadores Árbitra: Zulema González González |

| Bandera de Cataluña                 |
| Campeón F. C. Barcelona 7.mo título |

## Máximas goleadoras
Sólo se muestran las jugadoras con 2 o más goles en la competición.
| Pos. | Jugadora             | Goles | Part. | Prom. | Club                | Nota(s) |
| ---- | -------------------- | ----- | ----- | ----- | ------------------- | ------- |
| 1    | Ainize Barea Peke    | 4     | 2     | 2.00  | R. C. D. La Coruña  |         |
| =    | Asisat Oshoala       | 4     | 4     | 1.00  | F. C. Barcelona     |         |
| 3    | Garazi Murua         | 3     | 2     | 1.50  | Athletic Club       |         |
| 4    | Jessica Martínez     | 2     | 2     | 1.00  | C. D. TACON         |         |
| =    | Nadezhda Karpova     | 2     | 2     | 1.00  | Sevilla F. C.       |         |
| =    | Jennifer Hermoso     | 2     | 3     | 0.67  | F. C. Barcelona     |         |
| =    | Carolina Marín       | 2     | 4     | 0.50  | C. D. E. F. Logroño |         |
| =    | Caroline Hansen      | 2     | 4     | 0.50  | F. C. Barcelona     |         |
| =    | Aitana Bonmatí       | 2     | 4     | 0.50  | F. C. Barcelona     |         |
| 10   | Emilia Zdunek        | 1     | 1     | 1.00  | Sevilla F. C.       |         |
| =    | Paula Guerrero       | 1     | 1     | 1.00  | Valencia C. F.      |         |
| =    | Mari Paz Vilas       | 1     | 1     | 1.00  | Valencia C. F.      |         |
| =    | Athenea del Castillo | 1     | 2     | 0.50  | R. C. D. La Coruña  |         |
| =    | Teresa Abelleira     | 1     | 2     | 0.50  | R. C. D. La Coruña  |         |
| =    | María Méndez         | 1     | 2     | 0.50  | R. C. D. La Coruña  |         |
| =    | Melanie Serrano      | 1     | 2     | 0.50  | F. C. Barcelona     |         |
| =    | Lucía García         | 1     | 3     | 0.33  | Athletic Club       |         |
| =    | Vanesa Gimbert       | 1     | 3     | 0.33  | Athletic Club       |         |
| =    | Nagore Calderón      | 1     | 3     | 0.33  | Sevilla F. C.       |         |
| =    | Kheira Hamraoui      | 1     | 3     | 0.33  | F. C. Barcelona     |         |
| =    | Patri Guijarro       | 1     | 4     | 0.25  | F. C. Barcelona     |         |